# Ulla Sundin-Wickman
Ulla Lucia Sundin-Wickman, född 17 juli 1926 i Veckholm socken, Uppsala län, död 17 april 2007 i Solna, Stockholms län, var en svensk bokillustratör och tecknare. 

## Biografi
Sundin-Wickman studerade i Stockholm vid Tekniska skolan 1943–1945 och Konsthögskolan 1959–1962 samt under studieresor till Italien, Paris och Spanien. 
År 1949 vann hon första pris i en tävling utlyst av Tidens förlag för illustrationer till Rudolf Värnlunds bok Den befriande glädjen och hon belönades 1956 och 1959 med illustrationsstipendier från tidningen Vi och Boklotteriet. Hennes teckningar var inspirerade av Fernand Léger och Paul Klee. 
Bland hennes stora produktion av bokillustrationer och bokomslag märks illustrationerna till Carl-Emil Englunds Minnet sliter i spindelväv och Nils Åke Nilssons översättning av Rysk lyrik samt H. C. Andersens Sagor 1952–1954, Britt-Mari lättar sitt hjärta av Astrid Lindgren, Kattan av Colette, Madame Bovary av Gustave Flaubert och böckerna om Babiella av Gunborg Wildh. Hon gav själv ut barnboken Andreas i kungens park 1965. Som illustratör medverkade hon även i All världens berättare och i tidskriften Idun. 
Hon medverkade i en grupputställning på De ungas salong i Stockholm 1951, Nationalmuseums utställning Unga tecknare 1952–1954, utställningar på Kungliga biblioteket samt i utställningen Svensk bogkunst 1907–1957 i Frederiksbergs rådhus i Danmark. 
Sundin-Wickman är representerad vid Nationalmuseum i Stockholm, samt vid Bonnierska porträttsamlingen med bland annat ett porträtt av borgarrådet Yngve Larsson.
Ulla Sundin-Wickman var gift med statsrådet Krister Wickman.